# Христо Янков (кмет на Дупница)
Вижте пояснителната страница за други личности с името Христо Янков.
Христо Янков е български либерал, кмет на Дупница.

## Биография
Христо Янков е роден през 1862 година в Дупница, тогава в Османската империя. По професия е учител, а като политик е водач на местната Народнолиберална партия. Избран е за кмет на Дупница през 1904 година, но управлява само месец, след което е назначен за Окръжен началник. Между 1912 – 1914 година е повторно кмет на Дупница. Янков твърдо се противопоставя на социалистическото движение, в същото време е секретар на стамболовистката Народнолибералната партия. За време на мандата му е завършен градският водопровод. Умира през 1922 година.